# Piotr Szpakowicz
Piotr Szpakowicz (ur. 1 października 1928 w Białowieży, zm. 4 sierpnia 1981 w Hajnówce) – polski reżyser filmów animowanych.

## Życiorys
Ukończył Akademię Sztuk Pięknych w Warszawie. Początkowo pracował jako animator i asystent reżysera. Jako samodzielny reżyser debiutował w 1959 r. Był związany z filmem animowanym jako reżyser, scenarzysta i autor oprawy plastycznej.
Jest jednym z bohaterów książki Jerzego Armaty Anima. Mistrzowie polskiej animacji (wyd. EGoFILM, Warszawa 2025).

## Dorobek reżyserski

### SerialJacek Śpioszek
- W lesie (1962)
- Lekcja muzyki (1962)

### SerialBaśnie i waśnie
- Szpada (1963)
- Dyliżans (1963)
- Ucieczka (1964)
- Warowny gródek (1964)

### SerialJacek w krainie baśni
- Latająca chatka (1965)

### SerialMieszkaniec zegara z kurantem
- Niesforny kotek (1967)

### SerialIgraszki w zeszycie
- Litera H (1967)

### SerialDziwne przygody Koziołka Matołka
- Po drugiej stronie tęczy (1969)
- Przyjaciel zwierząt (1970)
- Przygoda na szosie (1971)
- Telegrafista (1971)

### SerialPrzygody szczeniaka
- Kurnik (1972)
- Pierwsza kąpiel (1975)
- Psia miska (1976)
- Zadymka (1976)
- Bocianie gniazdo (1977)
- Psia podróż (1978)
- Deszczowy dzień (1979)

### Inne
- Obrazy wiejskie (1959)
- Pojedynek (1960)
- Na straganie (1961)
- Chciwy Achmed (1962, na motywach twórczości Anny Świrszczyńskiej)
- Ognisko (1963)
- Z paletą w puszczy (1964)
- Uroczysko (1966)
- Kot (1966)
- Dziwny tygrys (1968)
- Uwaga, niebezpieczeństwo (1968, na motywach twórczości Jerzego Ławickiego)
- Stop - zastanów się (1969, na motywach twórczości Jerzego Ławickiego)
- Atlantyda (1972)
- Róża (1972)
- Jemioła (1973)
- Postrzyżyny (1973)
- Mimoza (1973)
- Noc Kupały (1974)
- Kolory życia (1974)
- Kamienna wieża (1974)
- Potopowe kłopoty (1974)
- Dwoje (1975)
- Lokator z papugą (1975)
- Cios (1978)
- Noc (1979)
- Motyl (1980)
- Nadzieja (1980